# Taufik Hidayat
Taufik Hidayat (n. 10 august 1981, Bandung, Provincia Java de Vest, Indonezia) este un jucător de badminton ce a reprezentat Indonezia, medaliat olimpic. A participat la 4 ediții ale Jocurilor Olimpice (2000, 2004, 2008, 2012) în care a câștigat o medalie de aur.